# 紫花小升麻
紫花小升麻（学名：Cimicifuga acerina f. purpurea）为毛茛科升麻属小升麻下的一个变型。

## 扩展阅读
- 維基物種上的相關：紫花小升麻